# ممدوح قشلان
ممدوح قشلان، (1929 - 29 آب 2022) فنان تشكيلي سوري من مواليد دمشق وتوفي بها.
يعد أحد أهم رسامي الفن التشكيلي السوري على مستوى العالم، وهو مؤسس نقابة الفنون التشكيلية في سورية، قدم خلال مسيرته الفنية العديد من اللوحات الإبداعية التي انتشرت في أهم دول العالم، ومثّل سورية في العديد من التظاهرات الفنية العالمية.

## سيرته
ولد عام 1929 في دمشق، وفي عام 1957 تخرج من أكاديمية الفنون الجميلة في روما، قسم التصوير، ثم أكمل دراسة فن الحفر والغرافيك في سان جاكومو ـ روما، ليمارس فنون الرسم والتصوير والحفر.
عمل مدرساً للتربية الفنية ثم أصبح مفتشاً في وزارة التربية السورية حتى تقاعده، كما عمل أستاذ شرف في أكاديمية نور مانا للفنون الجميلة في إيطاليا.
أعماله مقتناة من قبل وزارة الثقافة السورية، قصر الشعب، المتحف الوطني بدمشق، متحف دمّر، متحف حلب، ومتاحف: بيروت، الجزائر، القاهرة، تونس، الرباط، فارنا، تيتوغراد - مونتينيغرو، صوفيا، كابروفو، تارغوفيشت - بلغاريا، بلدية مدينة ليل الفرنسية، إضافة إلى مجموعات خاصة.

## مناصبه
من مؤسسي الاتحاد العام للفنانين التشكيليين العرب، ومؤسس ومدير صالة إيبلا للفنون الجميلة بدمشق منذ عام 1980.
انتخب نقيباً للفنون الجميلة في سورية عدة مرات، وعمل نائباً للأمين العام لاتحاد الفنانين التشكيليين العرب، وعضو المجلس الدولي للمتاحف التابع لليونسكو، وعضو مراسل للجمعية العالمية للفنون التشكيلية، وعضو المجلس الأعلى للآداب والفنون.

### أعماله
ألف مجموعة كتب حول الفن والتربية الفنية، وكتباً عن الفنانين: محمود جلال، ولؤي كيالي، وطبعت منظمة اليونيسيف بطاقات فنية عن لوحاته الكبيرة وتم توزيعها في أنحاء العالم.